# Odontomyia quadrata
Odontomyia quadrata är en tvåvingeart som först beskrevs av Lindner 1937.  Odontomyia quadrata ingår i släktet Odontomyia och familjen vapenflugor. Inga underarter finns listade i Catalogue of Life.